# Psylla betulaefoliae
Psylla betulaefoliae är en insektsart som beskrevs av Yang och Li 1981. Psylla betulaefoliae ingår i släktet Psylla och familjen rundbladloppor. Inga underarter finns listade i Catalogue of Life.